# Platypodia granulosa
Platypodia granulosa är en kräftdjursart som först beskrevs av Eduard Rüppell 1830.  Platypodia granulosa ingår i släktet Platypodia och familjen Xanthidae. Inga underarter finns listade i Catalogue of Life.